# Ulrich Luck
Ulrich Luck (* 15. Dezember 1923 in Landsberg (Warthe), heute Gorzów Wielkopolski; † 2. März 1998) war ein deutscher evangelischer Theologe (Neutestamentler) und Hochschullehrer.

## Leben
Nach dem Abitur 1942 diente er in der Marine. 1948 wurde er aus der Kriegsgefangenschaft entlassen. Als Stipendiat der Studienstiftung des Deutschen Volkes studierte er von 1948 bis 1953 Evangelische Theologie und Philosophie. Nach der Ersten Theologischen Prüfung in der westfälischen Landeskirche wurde er am 24. Juli 1954 bei Karl Heinrich Rengstorf zum Dr. theol. (Kerygma und Tradition in der Hermeneutik Adolf Schlatters. Ein Beitrag zum formgeschichtlichen Problem der synoptischen Evangelien) promoviert. Bis 1959 war er Assistent Rengstorfs. Nach der Habilitation lehrte er an der Kirchlichen Hochschule Bethel (1961–1977) und an der CAU zu Kiel (1977–1992). Er war Rektor in Bethel und zweimal Dekan in Kiel.

## Schriften (Auswahl)
- Kerygma und Tradition in der Hermeneutik Adolf Schlatters. Köln 1955, OCLC 251233858.
- Die Vollkommenheitsforderung der Bergpredigt. Ein aktuelles Kapitel der Theologie des Matthäus. München 1968, OCLC 247077418.
- Welterfahrung und Glaube als Grundproblem biblischer Theologie. München 1976, ISBN 3-459-01068-1.
- Das Evangelium nach Matthäus (Zürcher Bibelkommentar NT 1). Zürich 1993, ISBN 3-290-10922-4.